# Charles Cunin-Gridaine
Pour les articles homonymes, voir Cunin.
Arnould Charles Cunin-Gridaine, né le 8 novembre 1804 à Sedan et mort à Paris le 24 février 1880, est un homme politique et manufacturier français.

## Biographie
Fils de Laurent Cunin-Gridaine, ministre du Commerce sous Louis-Philippe, il épouse en 1834 Louise Goüin, fille du banquier et ministre Alexandre Goüin. Ils ont deux filles : leur fille Berthe épousera le baron Septime Christin, capitaine de cavalerie, fils du baron Antoine-Gabriel Christin et de Henriette-Jenny Gondouin, qui s'associera puis reprendra la fabrique de draps Cunin-Gridaine de Sedan ; leur fille Marie épousera Paul Adrien Le Chanteur (fils d'Adolphe Lechanteur, manufacturier, maire de Charleville et conseiller général des Ardennes de 1848 à 1871).
Il s'associe à son père en tant que manufacturier à Sedan, avant de lui succéder avec succès dans la direction de l'importante manufacture dont il est le propriétaire. Il est nommé chevalier de la Légion d'honneur en 1844.
Membre du conseil municipal de Sedan et conseiller général des Ardennes (canton de Sedan-Sud) de 1848 à 1880, il est élu, le 13 mai 1849, représentant des Ardennes à l'Assemblée législative, siège dans les rangs de la majorité conservatrice antirépublicaine et y vote le plus souvent avec la majorité sans soutenir la politique de l'Élysée. 
Rendu à la vie privée par le coup d'État du 2 décembre 1851, il se retire dans son département et devient président de la Chambre de commerce de Sedan. Il est amené à répondre à une enquête industrielle comparant l'industrie textile en France et en Angleterre avec Élizé de Montagnac. Président du Tribunal de commerce de Sedan, de la Société de prévoyance et de secours mutuels de Sedan et de l'Association amicale des anciens élèves du Collège Turenne, membre des commissions administratives de l'Hospice et du Bureau de Bienfaisance, il est promu officier de la Légion d'honneur le 13 août 1865.
Il est porté aux élections sénatoriales de 1875, avec Toupet des Vignes, représentant sortant. Élu, le second, sénateur des Ardennes, par 403 voix sur 583 votants, il prend place au centre gauche, se prononce, en 1877, contre la dissolution de la Chambre des députés, et soutient le ministère Dufaure[Lequel ?]. Orléaniste au fond, il se rallie aux idées républicaines modérées.

## Sources
- « Charles Cunin-Gridaine », dans Adolphe Robert et Gaston Cougny, Dictionnaire des parlementaires français, Edgar Bourloton, 1889-1891 [détail de l’édition]
- Dominique Barjot, Les patrons du Second Empire : Champagne-Ardenne, Picard, 2006
- Camille Dreyfus, André Berthelot, La Grande Encyclopédie, 1886
- Gérard Gayot, Les draps de Sedan: 1646-1870, 1998